# Ngộ độc đậu liên lý
Ngộ độc đậu liên lý (lathyrism) là một bệnh thần kinh của con người, gây ra bởi việc ăn một số cây họ đậu thuộc chi Lathyrus. Bệnh nàynày chủ yếu liên quan đến Lathyrus sativus (còn được gọi là đậu cỏ, đậu xanh, kesari dal hoặc almorta) và ở mức độ thấp hơn với Lathyrus cicera, Lathyrus ochrus và Lathyrus clymenum  có chứa độc tố ODAP.
Bệnh này phát sinh từ việc ăn phải odoratus Lathyrus hạt (đậu ngọt) thường được gọi là odoratism hoặc osteolathyrism, bị gây ra bởi một loại độc tố khác nhau (beta-aminopropionitrile) có ảnh hưởng đến việc liên kết của collagen, một protein của mô liên kết.

## Dấu hiệu và triệu chứng
Việc tiêu thụ một lượng lớn hạt Lathyrus chứa nồng độ cao của chất độc thần kinh tương tự glutamate β-oxalyl-L-α,-diaminopropionic acid (ODAP, còn được gọi là- N -oxalyl-amino-L-alanine, hoặc BOAA) làm tê liệt, đặc trưng bởi sự thiếu sức mạnh trong hoặc không có khả năng di chuyển các chi dưới, và có thể liên quan đến các đường dẫn kim tự tháp tạo ra các dấu hiệu tổn thương tế bào thần kinh vận động trên. Độc tố cũng có thể gây phình động mạch chủ. Một triệu chứng độc đáo của lathyrism là teo cơ mông. ODAP là một chất độc ảnh hưởng tới ty thể, dẫn đến chết tế bào dư thừa, đặc biệt là trong các tế bào thần kinh vận động. Trẻ em cũng có thể bị biến dạng xương và giảm phát triển não.